# Užička 15
Vila na adrese Užička 15 v Bělehradě byla oficiální rezidenci jugoslávské hlavy státu, Josipa Broze Tita a později prezidenta Svazové republiky Jugoslávie, Slobodana Miloševiće.

## Historie
Vilu si nechala v roce 1934 vybudovat rodina Acovićů podle návrhu architekta Vladislava Vladislavljeviće. Patřila k nejluxusnějším rodinným sídlům v meziválečném Bělehradě. Během druhé světové války v ní sídlila německá vojenská správa. Po osvobození Bělehradu začala sloužit komunistickému vůdci země, Josipu Brozu Titovi, později se stala i oficiální rezidencí maršála. Budova byla následně různými způsoby přestavována a rozšiřována; nejprve v roce 1948 a později v 60. letech 20. století.
V roce 1982 byla vila zařazena do Pamětního centra "Josipa Broze Tita". Roku 1997 připadla jugoslávskému prezidentovi Slobodanovi Miloševićovi. Během bombardování Jugoslávie v roce 1999 byla jedním z cílů náletů a byla poničena dne 22. dubna 1999. Od té doby zůstaly ze stavby pouze části; v troskách se nacházejí pozůstatky několika vypálených raket NATO.